# RedOne
納蒂·哈亞特（英語：Nadir Khayat，1972年4月9日—），以藝名RedOne廣為人知，活躍於美國的作曲家及音樂製作人。

## 簡介
RedOne出生於摩洛哥，19歲時離開家鄉，到歐洲各地替人作曲，並發展自己的音樂事業。2007年，他衝出世界，轉到美國紐約發展，並開始作出知名的作品， 包括參與Lady Gaga的歌曲〈舞力全开〉以及〈撲克臉〉。2009年，他與Lady Gaga合作的歌曲〈罗曼死〉熱播各地，成績驕人，亦令他的事業登上巔峰，〈罗曼死〉直至2010年5月在YouTube的點擊率已超過兩億次，他的歌曲作品曾被提名葛萊美獎。
RedOne目前的總部設在美國洛杉磯。

## 外部連結
- RedOne的X（前Twitter）
- RedOne Official Website（页面存档备份，存于）
- RedOne在MusicBrainz上的頁面（英文）
- 2101 Records Official Website（页面存档备份，存于）
- 2101 Foundation Official Website（页面存档备份，存于）